# Équipe d'Irak de football
Cet article traite de l'équipe masculine. Pour l'équipe féminine, voir Équipe d'Irak féminine de football.
Maillots
L'équipe d'Irak de football (en arabe : منتخب العراق لكرة القدم) est l'équipe nationale de football de l'Irak, constituée par une sélection des meilleurs joueurs irakiens sous l’égide de la Fédération d'Irak de football.

## Historique

### Les débuts de l’Irak
La Fédération d'Irak de football (en arabe : اتحاد العراق لكرة القدم) est fondée en 1948. Elle est affiliée à la FIFA depuis 1950. Le premier match de l’équipe d'Irak de football fut joué au Liban, le 19 octobre 1957, contre le Maroc, qui se conclut par un match nul 3 buts partout. Le 6 décembre 1959, en Turquie, l’Irak enregistra l'une des plus larges défaites de son histoire contre la Turquie, qui s’impose 7 buts à 1. Durant cette période, le 5 avril 1966, à Bagdad, à domicile, l’Irak inflige une correction sur le score de 10 buts à 1 au Bahreïn. La Fédération d'Irak est membre de l'AFC depuis 1971. Jusqu’en 1972, la sélection irakienne ne participe à aucune compétition internationale. Elle participe à la Coupe d’Asie des Nations 1972, où elle termine dernière de son groupe, composé de l’Iran et de la Thaïlande, et ne récolte qu’un point après une défaite contre l’Iran (0-3) et un match nul contre la Thaïlande (1-1). En 1976, la sélection réussit à prendre la quatrième place à la Coupe d’Asie, performance qu’elle battra en 2007. De 1980 à 1984, l’Irak ne s’est pas inscrite à la compétition.

### La Coupe du monde 1986
Durant les éliminatoires pour la Coupe du monde de football 1986, l’Irak n’a eu que deux défaites contre le Qatar et les Émirats arabes unis. En compagnie de la Corée du Sud, elles iront tous les deux représenter l’Asie à la Coupe du monde au Mexique. L’équipe d'Irak a disputé une phase finale de Coupe du monde, au Mexique en 1986. À cette occasion, elle fut éliminée au premier tour après trois courtes défaites contre le Paraguay (0-1), la Belgique (1-2) et le Mexique (0-1). Le seul buteur irakien en Coupe du monde est Ahmed Radhi, contre la Belgique à la 59e minute.

### De 1986 à 2004: les années noires
L’équipe d'Irak, durant cette période, n’a pas participé à la Coupe du monde de football. En 1988 et en 1992, elle n’est pas inscrite pour la Coupe d’Asie du fait du contexte politique. Lors des éditions 1996, 2000 et 2004 de la Coupe d'Asie des nations de football, l’Irak atteignit trois fois de suite les quarts de finale (en 1996, contre les Émirats arabes unis (défaite 0-1 ap) ; en 2000, contre le Japon (défaite 1-4) ; et en 2004, contre la Chine (défaite 0-3).

#### Mauvais traitements infligés aux joueurs sous Saddam Hussein
Le responsable des sports en Irak, Oudaï Hussein fils du chef de l'État, s'est rendu coupable de mauvais traitements, tortures et emprisonnements envers des joueurs de l'équipe d'Irak, et ce particulièrement lorsque ceux-ci perdaient. Plusieurs joueurs ont ainsi été envoyés à la prison d'Abou Ghraib à la suite d'une défaite face au Koweït en 1981, des actes de violences envers des arbitres ont également été rapportés. La FIFA a, à la suite de divers témoignages, conduit une enquête en 1997 qui n'a pas pu étayer ces accusations. Néanmoins en 2003, à la suite de l'invasion américaine de l'Irak une salle de torture a été retrouvée dans les sous-sols des locaux du Comité olympique irakien,.

### La Coupe d’Asie 2007

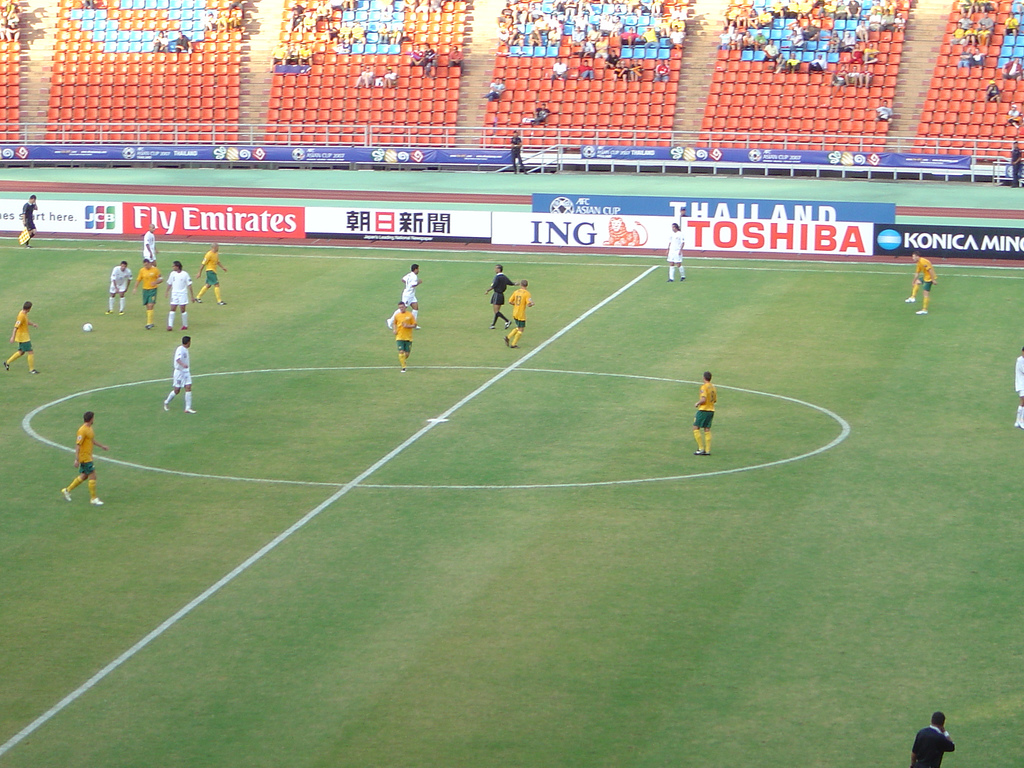
L'Irak jouant contre l'Australie dans le groupe A de la Coupe d'Asie des nations de football 2007 ; l'Irak a gagné le match 3-1 et était déjà en route vers le titre continental.

Enfin arriva cette Coupe d'Asie des nations de football 2007. Ce fut le plus grand exploit de cette équipe irakienne compte tenu de la situation politique du pays. L’équipe d'Irak tomba dans le groupe A, composé de l’Australie, de la Thaïlande et d’Oman. Lors du premier match, elle fait match nul contre la Thaïlande (1-1, but de Younis Mahmoud), puis crée la surprise en battant l’Australie sur le score de 3 buts à 1 (buts de Nashat Akram, de Hawar Mulla Mohammed et de Karrar Jassim) et faisant match nul 0-0 contre Oman, et termina première du groupe. Ensuite elle bat le Viêt Nam sur le score de 2 à 0 en quarts de finale grâce au doublé de Younes Mahmoud, la Corée du Sud en demi-finales aux tirs au but (0-0 puis 4-3 tab) puis l'Arabie saoudite en finale sur le score de 1-0 grâce à un but de Younis Mahmoud à la 72e minute. Cette Coupe d'Asie 2007 remportée en Asie du sud-est contre l'Arabie saoudite fut son principal titre. Younes Mahmoud fut élu le meilleur du tournoi, en plus d’être un des meilleurs buteurs de la compétition avec 4 buts à égalité avec le japonais Naohiro Takahara et le saoudien Yasser al-Qahtani. L’Irak va participer avec ce titre à la Coupe des confédérations 2009, en Afrique du Sud. À la suite de ce succès, deux attentats se sont succédé à Bagdad et à travers tout le pays, faisant 51 morts et 126 blessés. Des milliers d'Irakiens, y compris des membres des forces de sécurité, ont tiré en l'air à Bagdad après la victoire de leur équipe, en dépit de l'interdiction des autorités d'utiliser des armes, ont constaté des journalistes de l'AFP.

### L'après-Coupe d'Asie
Vieira a déclaré lors de la finale qu'il démissionnerait après la Coupe d'Asie. Il a été remplacé par Egil Olsen en septembre 2007. Sous Olsen, l'Irak s'est qualifié pour le troisième tour des qualifications pour la Coupe du monde, mais après un match nul 1–1 avec la Chine, la fédération a limogé Olsen et l'a remplacé par Adnan Hamad. L'Irak n'a pas réussi à se qualifier pour le dernier tour des éliminatoires de la Coupe du Monde de la FIFA 2010 car une défaite 1-0 contre le Qatar l'a vu terminer troisième du groupe. À la suite de cela, la fédération irakienne a décidé de dissoudre l'équipe et limogé Hamad.
Jorvan Vieira a été reconduit en septembre 2008. Après une décevante Coupe du Golfe 2009, Vieira a été limogé et remplacé par Bora Milutinović.

### La Coupe des confédérations 2009
En 2009, l'Irak n'a participé qu'à son deuxième tournoi de la FIFA : la Coupe des confédérations 2009, pour laquelle ils se sont qualifiés en remportant la Coupe d'Asie 2007. Ils ont commencé le tournoi avec un nul 0-0 avec l'Afrique du Sud, avant de perdre 1-0 contre l'Espagne, vainqueur de l'Euro 2008. L'Irak a fait match nul 0-0 avec la Nouvelle-Zélande et a été éliminé.
Le 20 novembre 2009, la commission d'urgence de la FIFA a suspendu la Fédération irakienne en raison de l'ingérence du gouvernement; la suspension a été levée le 19 mars 2010.

### Années 2010: des hauts et des bas

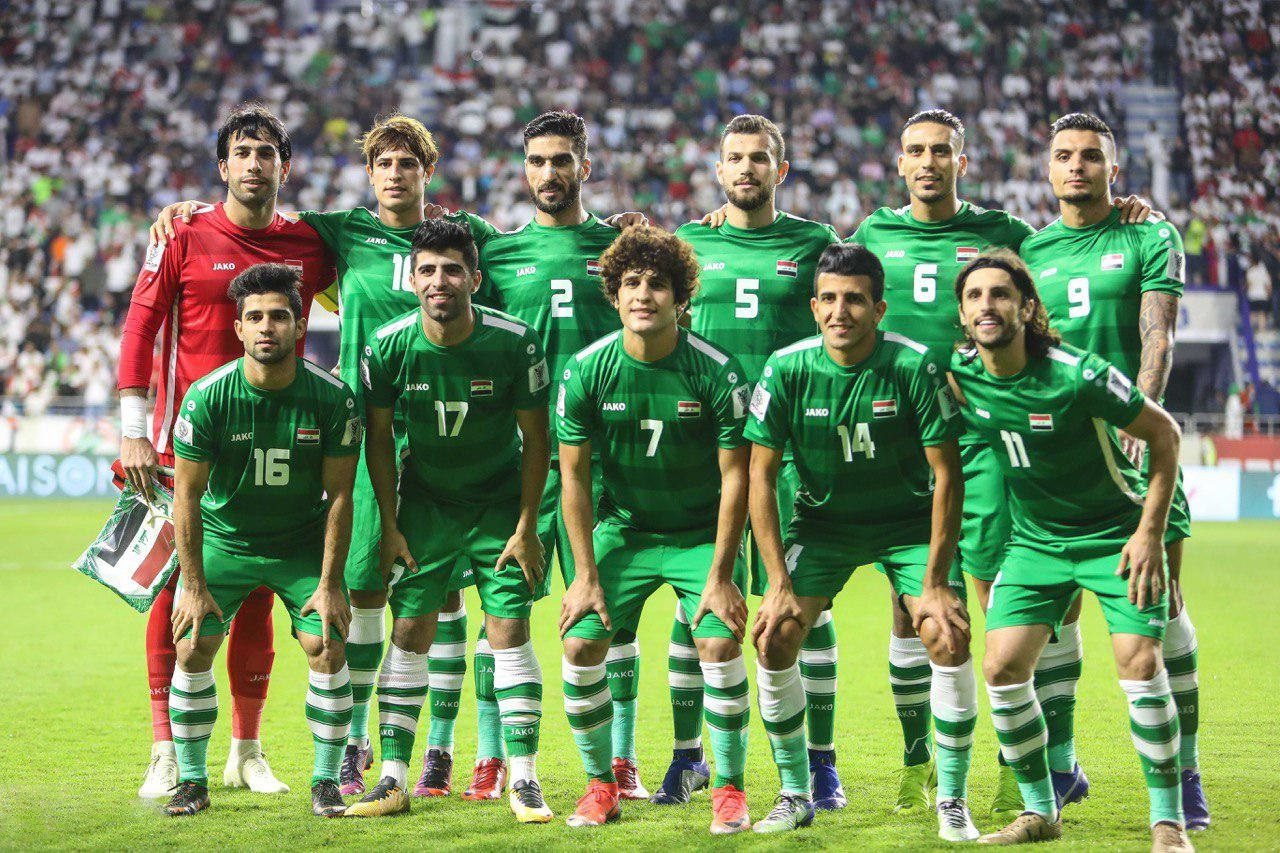
L'équipe nationale irakienne pose avant son match de Coupe d'Asie 2019 contre l'Iran à Dubaï.

Wolfgang Sidka a été nommé entraîneur en août 2010 pour diriger l'Irak dans la Coupe d'Asie 2011. L'Irak a atteint les quarts de finale, perdant 1-0 en prolongations contre l'Australie, sur un but inscrit de la tête par Harry Kewell à la 117e minute juste à l'intérieur de la surface de réparation. Lors des qualifications pour la Coupe du Monde 2014, l'Irak s'est qualifié pour le troisième tour qualificatif, mais le contrat de Sidka n'a pas été renouvelé et il a été remplacé par Zico en août 2011. L'Irak a dominé son groupe lors du troisième tour, remportant 5 matchs sur 6. Cependant, à mi-parcours lors du quatrième tour, l'Irak n'avait que 5 points et Zico a démissionné en raison de salaires impayés.
Hakeem Shaker (en) a pris la relève en tant qu'entraîneur par intérim et a terminé deuxième du Championnat d'Asie de l'Ouest et de la Coupe du Golfe 2013. En février 2013, Vladimir Petrović a été nommé pour les matchs restants des éliminatoires de la Coupe du monde, mais a perdu les trois matches et l'Irak a terminé dernier de son groupe. Petrović a été limogé en septembre 2013 et Hakeem Shaker (en) a été reconduit.
Lors de la dernière journée, l'Irak s'est qualifié pour la Coupe d'Asie 2015 en battant la Chine 3-1. Cependant, l'Irak a terminé dernier du groupe lors de la Coupe du Golfe 2014, ce qui a conduit au limogeage de Hakeem Shaker (en) et à la nomination de Radhi Shenaishil.
L'Irak a commencé la campagne de Coupe d'Asie 2015 avec une victoire 1-0 contre la Jordanie. Lors du match suivant, l'Irak a affronté le Japon et a perdu le match 0-1. L'Irak a ensuite battu la Palestine 2-0 et s'est qualifié pour la phase à élimination directe en tant que deuxième du Groupe D derrière le Japon avec six points. L'Irak a battu l'Iran en quarts de finale aux tirs au but, 7–6, à la suite d'un score de parité spectaculaire (3–3) au bout de 120 minutes de jeu. Ils ont affronté la Corée du Sud en demi-finale mais ont perdu 0-2 et n'ont pas réussi à se qualifier pour la finale. L'Irak a terminé la Coupe d'Asie à la quatrième place, après avoir perdu 2–3 contre les Émirats arabes unis lors du match pour la troisième place.
Après le tournoi, Shenaishil est revenu à la gestion du Qatar SC et l'Irak a nommé Akram Salman (en) comme entraîneur, mais il a été limogé en juin 2015 après avoir perdu 4-0 contre le Japon lors d'un match amical.
Yahya Alwan (en) a été nommé en août 2015. En raison de mauvaises performances, Abdul-Ghani Shahad (en) l'a remplacé en tant qu'entraîneur par intérim pour le dernier match de qualification du deuxième tour des éliminatoires du Mondial 2018 en mars 2016. Shahad a conduit l'Irak à se qualifier pour la Coupe d'Asie 2019 et le troisième tour des qualifications au Mondial russe. Radhi Shenaishil a été nommé à la tête de l'Irak au tour final. Après avoir perdu cinq de leurs sept premiers matchs, l'Irak a été éliminé et Shenaishil a été limogé. Basim Qasim a été nommé en mai 2017 pour diriger l'Irak pour les matchs de qualifications restants. La fédération a décidé de ne pas renouveler son contrat en août 2018.
Le 3 septembre 2018, Srečko Katanec a été nommé entraîneur pour un contrat de trois ans. Sous Katanec, l'Irak a atteint les huitièmes de finale de la Coupe d'Asie 2019 en perdant 1-0 contre les futurs champions du Qatar.

### Années 2020

#### Qualification pour la Coupe du Monde de la FIFA 2022
Sous Katanec, l'Irak est en tête de son groupe dans le cadre des qualifications pour la Coupe du Monde 2022, après avoir remporté cinq de leurs sept matches, dont une victoire 2-1 contre l'Iran. L'Irak a poursuivi sa belle forme lors de la Coupe du Golfe 2019 (en), atteignant les demi-finales en battant le Qatar et les Émirats arabes unis. L'Irak a réalisé une série de 19 matches consécutifs sans défaite entre 2019 et 2021. Katanec est officiellement parti en juillet 2021 après six mois de salaires impayés et a déposé une plainte auprès de la FIFA. Ce départ du Slovène qui avait pourtant obtenu des résultats probants avec les Lions de Mésopotamie va ultérieurement avoir une incidence négative sur les résultats de la sélection du Moyen-Orient.
Le 31 juillet 2021, le Néerlandais Dick Advocaat a été nommé entraîneur de l'Irak. Sous Advocaat, l'Irak a démarré le troisième tour des éliminatoires pour la Coupe du monde sans convaincre, en obtenant quatre nuls et en perdant deux rencontres. Le 21 novembre 2021, une semaine avant le début de la Coupe arabe de la FIFA 2021, Advocaat a démissionné. Željko Petrović a pris le relais par intérim pour le tournoi mais l'Irak a été éliminé de la phase de groupes avec deux nuls et une défaite. Le coach monténégrin est licencié le 2 février 2022, au lendemain d'un match nul face au Liban dans le cadre du troisième tour des éliminatoires pour la Coupe du monde. Abdul-Ghani Shahad a été nommé manager intérimaire, mais l'Irak a été éliminé après avoir terminé quatrième du groupe.

#### Coupe d'Asie des nations 2023
L'Irak est versé dans le Groupe D, avec le Japon, le Viêt-Nam et l'Indonésie. Le 15 janvier 2024, l'Irak bat l'Indonésie 3-1. Quatre jours plus tard, l'Irak crée la plus grande surprise du tournoi en surprenant le Japon (qui était invaincu depuis 11 matches) en le battant 2-1 lors du deuxième match de groupe pour s'assurer la première place du groupe ; les deux buts irakiens sont marqués par Aymen Hussein. Le résultat étant confirmé, l'Irak a largement fait tourner son effectif pour le dernier match contre le Vietnam, et s'est imposé 3-2 pour entrer dans l'histoire en obtenant une fiche parfaite de neuf points. Cependant, l'Irak a subi une défaite choquante en huitième de finale, s'inclinant 2-3 face à la Jordanie et quittant le tournoi. Le résultat était controversé en raison d'un deuxième carton jaune infligé à Aymen Hussein par l'arbitre pour sa célébration après avoir marqué pour prendre l'avantage 2-1.

#### Qualification pour la Coupe du Monde de la FIFA 2026
Le 7 novembre 2022, Jesús Casas a été nommé sélectionneur de l'Irak pour diriger l'équipe nationale jusqu'à la Coupe du monde de la FIFA 2026. Lors du premier tournoi sous la direction de Casas, l'Irak a accueilli et remporté la 25e Coupe du Golfe arabe, battant Oman 3-2 après prolongation en finale.
L'Irak était placé dans le Groupe F du second tour aux côtés du Viêt-Nam, des Philippines et de l'Indonésie. Après quatre victoires consécutives contre l'Indonésie, le Vietnam et deux victoires consécutives contre les Philippines, l'Irak a accédé au tour suivant et s'est qualifié pour la Coupe d'Asie de l'AFC 2027.
Lors du troisième tour des qualifications pour la Coupe du monde, l'Irak a été placé dans le groupe B aux côtés de la Corée du Sud, de la Jordanie, de la Palestine, d'Oman et du Koweït. Malgré un début prometteur au deuxième tour, l'Irak a eu du mal à maintenir sa régularité au troisième tour, enregistrant un mélange de petites victoires, de nuls et de défaites cruciales.
Le 27 mars 2025, à la suite de la défaite 2-1 de l'Irak face à la Palestine lors des éliminatoires de la Coupe du monde de l'AFC 2026, l'IFA a tenu une réunion d'urgence qui a débouché sur une décision unanime de licencier Casas et son équipe. Le contrat de Casas a été résilié le 15 avril 2025 et il a été remplacé par le sélectionneur australien Graham Arnold, qui avait déjà conduit l'Australie en huitième de finale de la Coupe du monde de la FIFA 2022. Arnold a pris les rênes de l'équipe lors des derniers matches du troisième tour, mais n'a pas réussi à inverser la position de l'Irak au classement du groupe.

## Équipementiers
Dans l'ordre chronologie : Umbro (1984-1986), Adidas (1986-1994), Puma (1996), Patrick (2000), Jako (2003-2004), Jack & Jones (2004-2006), Diadora (2006), Lotto (2006), Adidas (2007), Umbro (2007), Peak Sport (2008–2014), Adidas (2014), Jako (2014–2019), Givova (2019-2020), Umbro (2020-2022) et Jako depuis 2022.

## Palmarès et résultats sportifs

### Classement FIFA
| Année                    | 1993 | 1994 | 1995 | 1996 | 1997 | 1998 | 1999 | 2000 | 2001 | 2002 | 2003 | 2004 | 2005 | 2006 | 2007 |
| ------------------------ | ---- | ---- | ---- | ---- | ---- | ---- | ---- | ---- | ---- | ---- | ---- | ---- | ---- | ---- | ---- |
| Classement mondial       | 65   | 88   | 110  | 98   | 68   | 94   | 78   | 79   | 72   | 53   | 43   | 44   | 54   | 83   | 68   |
| Classement en Asie (AFC) | 11   | 15   | 16   | 15   | 10   | 17   | 8    | 11   | 10   | 6    | 5    | 6    | 7    | 10   | 7    |

| Année                    | 2008 | 2009 | 2010 | 2011 | 2012 | 2013 | 2014 | 2015 | 2016 | 2017 | 2018 | 2019 | 2020 | 2021 | 2022 |
| ------------------------ | ---- | ---- | ---- | ---- | ---- | ---- | ---- | ---- | ---- | ---- | ---- | ---- | ---- | ---- | ---- |
| Classement mondial       | 72   | 88   | 100  | 78   | 92   | 110  | 103  | 89   | 119  | 79   | 88   | 70   | 69   | 75   | 68   |
| Classement en Asie (AFC) | 6    | 11   | 9    | 7    | 7    | 13   | 12   | 11   | 12   | 10   | 11   | 7    | 7    | 9    | 7    |

| Année                    | 2023 | 2024 | 2025 | 2026 | 2027 | 2028 | 2029 | 2030 | 2031 | 2032 | 2033 | 2034 | 2035 | 2036 | 2037 |
| ------------------------ | ---- | ---- | ---- | ---- | ---- | ---- | ---- | ---- | ---- | ---- | ---- | ---- | ---- | ---- | ---- |
| Classement mondial       | 63   | 56   | ?    | ?    | ?    | ?    | ?    | ?    | ?    | ?    | ?    | ?    | ?    | ?    | ?    |
| Classement en Asie (AFC) | 7    | 6    | ?    | ?    | ?    | ?    | ?    | ?    | ?    | ?    | ?    | ?    | ?    | ?    | ?    |

### Parcours enCoupe du monde
| Année | Position     |      | Année             | Position |                        | Année | Position |
| 1930  | Non inscrite | 1974 | Tour préliminaire | 2010     | Tour préliminaire      |       |          |
| 1934  | Non inscrite | 1978 | Forfait           | 2014     | Tour préliminaire      |       |          |
| 1938  | Non inscrite | 1982 | Tour préliminaire | 2018     | Tour préliminaire      |       |          |
| 1950  | Non inscrite | 1986 | 1er tour          | 2022     | Tour préliminaire      |       |          |
| 1954  | Non inscrite | 1990 | Tour préliminaire | 2026     | Éliminatoires en cours |       |          |
| 1958  | Non inscrite | 1994 | Tour préliminaire | 2030     | À venir                |       |          |
| 1962  | Non inscrite | 1998 | Tour préliminaire | 2034     | À venir                |       |          |
| 1966  | Non inscrite | 2002 | Tour préliminaire |          |                        |       |          |
| 1970  | Non inscrite | 2006 | Tour préliminaire |          |                        |       |          |

### Parcours enCoupe d'Asie
| Année | Position         |      | Année            | Position  |                    | Année | Position |
| 1956  | Non inscrite     | 1984 | Non inscrite     | 2011      | Quarts de finale   |       |          |
| 1960  | Non inscrite     | 1988 | Non inscrite     | 2015      | Demi-finale (4e)   |       |          |
| 1964  | Non inscrite     | 1992 | Non inscrite     | 2019      | Huitième de finale |       |          |
| 1968  | Non inscrite     | 1996 | Quarts de finale | 2023      | Huitième de finale |       |          |
| 1972  | 1er tour         | 2000 | Quarts de finale | 2027      | Qualifiée          |       |          |
| 1976  | Demi-finale (4e) | 2004 | Quarts de finale |           |                    |       |          |
| 1980  | Non inscrite     |      | 2007             | Vainqueur |                    |       |          |

### Parcours à laCoupe des confédérations
| Année | Position     |      | Année        | Position |
| 1992  | Non qualifié | 2003 | Non qualifié |          |
| 1995  | Non qualifié | 2005 | Non qualifié |          |
| 1997  | Non qualifié | 2009 | 1er tour     |          |
| 1999  | Non qualifié | 2013 | Non qualifié |          |
| 2001  | Non qualifié | 2017 | Non qualifié |          |

### Parcours enChampionnat d'Asie de l'Ouest de football
- 2000 : 3e
- 2002 : Vainqueur
- 2004 : 4e
- 2007 : Finaliste
- 2008 : 1er tour
- 2010 : Demi-finaliste
- 2012 : Finaliste
- 2014 : 1er tour
- 2019 : Finaliste

### Divers
Coupe de Palestine
- 1972 : 2e
- 1974 : 4e
- 1975 : 2e

King's Cup
- 2023 : Vainqueur

Nehru Cup
- 1995 : Vainqueur
- 1997 : Vainqueur

Coupe arabe des nations de football
- 1964 : Vainqueur
- 1966 : Vainqueur
- 1985 : Vainqueur
- 1988 : Vainqueur
- 2012 : 3e

Coupe du Golfe arabe de football
- 1976 : 2e
- 1979 : Vainqueur
- 1984 : Vainqueur
- 1988 : Vainqueur
- 2013 : 2e
- 2023 : Vainqueur

Merdeka Tournament
- 1977 : 2e
- 1978 : 2e
- 1981 : Vainqueur
- 1995 : Vainqueur

Merlion Cup
- 1984 : Vainqueur

Tripoli Exhibition Cup 
- 1966 : 2e

Tripoli Fair Tournament 
- 1967 : Vainqueur

Peace and Friendship Cup
- 1989 : Vainqueur

UAE International Cup
- 2009 : Vainqueur

## Personnalités historiques de l'équipe d'Irak
Les tableaux suivants listent les joueurs emblématiques de l’équipe d'Irak de football actualisés au 2 septembre 2021.
Les joueurs en gras sont toujours actifs avec la sélection irakienne.

### Les dix joueurs les plus sélectionnés

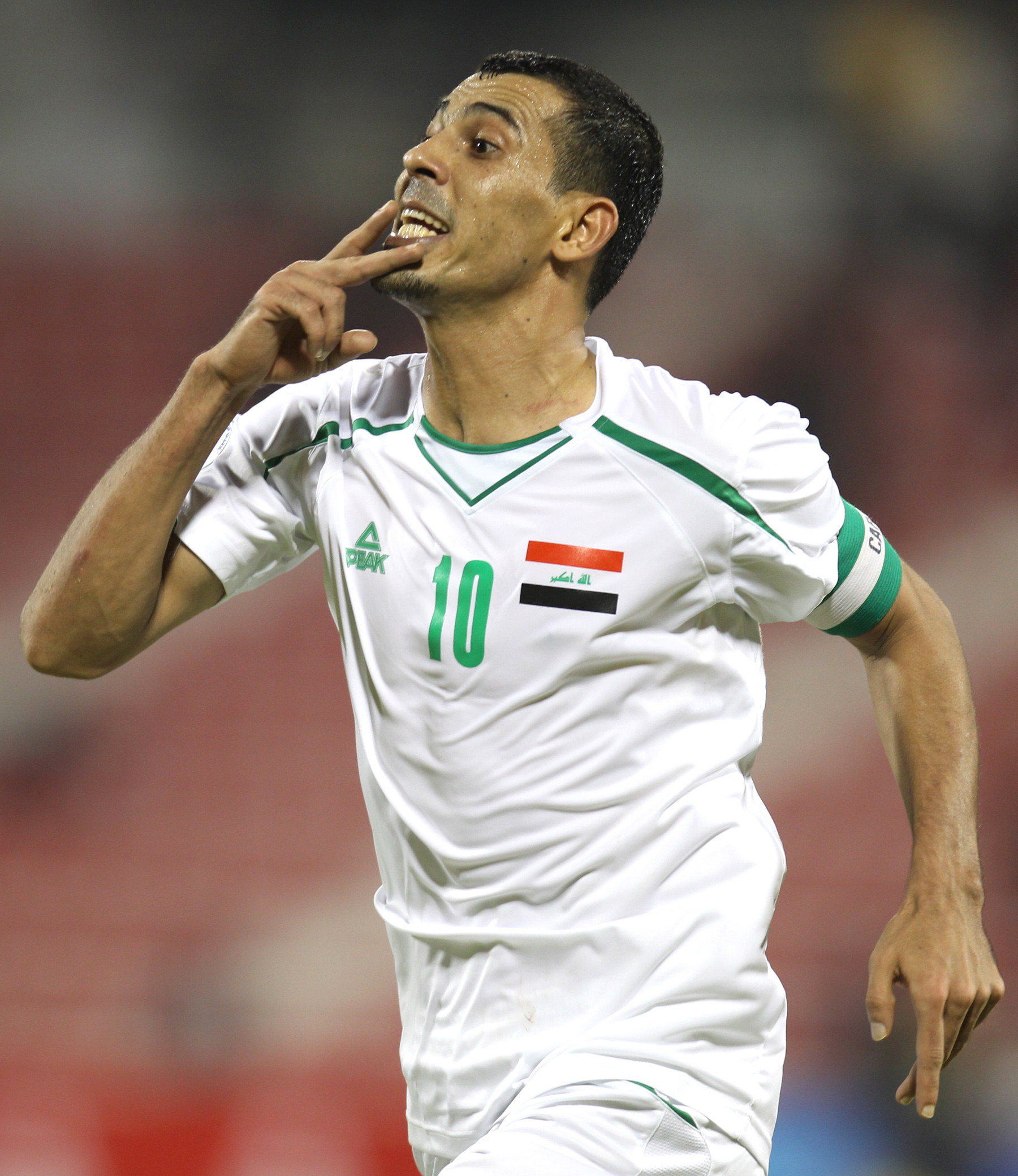
Younis Mahmoud est le joueur irakien le plus capé avec 148 matchs internationaux à son actif.

| #  | Joueur               | Sélections | Buts | Première sélection | Dernière sélection |
| -- | -------------------- | ---------- | ---- | ------------------ | ------------------ |
| 1  | Younis Mahmoud       | 148        | 57   | 19 juillet 2002    | 29 mars 2016       |
| 2  | Hussein Saeed        | 137        | 78   | 5 septembre 1976   | 3 mars 1990        |
| 3  | Alaa Abdul-Zahra     | 123        | 17   | 8 juin 2007        | 2 septembre 2021   |
| 4  | Ahmed Radhi          | 121        | 62   | 21 février 1982    | 20 juin 1997       |
| 4  | Adnan Dirjal         | 121        | 8    | 11 décembre 1978   | 3 mars 1990        |
| 6  | Hawar Mulla Mohammed | 113        | 20   | 31 août 2001       | 12 juin 2012       |
| 6  | Nashat Akram         | 113        | 17   | 5 octobre 2001     | 4 juin 2013        |
| 6  | Ali Rehema           | 113        | 2    | 8 juin 2005        | 29 mars 2016       |
| 9  | Mahdi Karim          | 110        | 11   | 12 octobre 2001    | 28 février 2018    |
| 10 | Ahmed Ibrahim Khalaf | 108        | 4    | 11 novembre 2010   | 2 septembre 2021   |

### Les dix meilleurs buteurs

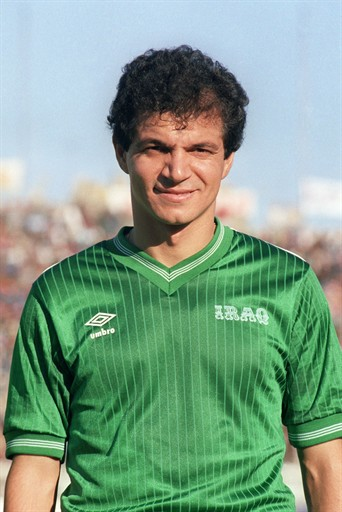
Hussein Saeed est le meilleur buteur de l'histoire de l'Irak, avec 78 buts en 137 matchs officiels.

| #  | Joueur               | Buts | Sélections | Ratio | Carrière  |
| -- | -------------------- | ---- | ---------- | ----- | --------- |
| 1  | Hussein Saeed        | 78   | 137        | 0.57  | 1976-1990 |
| 2  | Ahmed Radhi          | 62   | 121        | 0.51  | 1982-1997 |
| 3  | Younis Mahmoud       | 57   | 148        | 0.39  | 2002-2016 |
| 4  | Ali Kadhim           | 35   | 82         | 0.43  | 1970-1980 |
| 5  | Falah Hassan         | 29   | 103        | 0.28  | 1970-1986 |
| 6  | Emad Mohammed        | 27   | 103        | 0.26  | 2001-2012 |
| 7  | Razzaq Farhan        | 25   | 62         | 0.4   | 1998-2007 |
| 8  | Laith Hussein        | 21   | 80         | 0.26  | 1986-2002 |
| 9  | Hawar Mulla Mohammed | 20   | 113        | 0.18  | 2001-2012 |
| 10 | Husham Mohammed      | 19   | 43         | 0.44  | 1998-2004 |

## Sélectionneurs
| - Dhia Habib (1950) - Ismail Mohammed (1957) - Shawqi Aboud (1959) - Hadi Abbas (1959) - Cornel Drăgușin (1962–1963) - Shawqi Aboud (1963–1964) - Adil Basher (1964) - Shawqi Aboud (1965) - Adil Basher (1966) - Jalil Shihab (1967) - Abdelilah Mohammed Hassan (1968) - Adil Basher (1968) - Ljubomir Kokeza (1969) - Yuri Illichev (juil. 1969–juin 1971) - Adil Basher (1971–1972) - Abdelilah Mohammed Hassan (1972) - Teleki Gyula (1973) - Thamir Muhsin (1973) - Wathiq Naji (1974) - Jalil Shihab (1974) - Thamir Muhsin (1974) - Wathiq Naji (1975) - Danny McLennan (1975–1976) - Lenko "Kaka" Grčić (1976–1978) | - Jamal Salih (1978) - Emmanuel "Ammo" Baba (1978–1980) - Wathiq Naji (1980) - Anwar Jassam (1980) - Vojo Gardašević (1981) - Douglas Aziz (1981) - Emmanuel "Ammo" Baba (1981–1984) - Anwar Jassam (1985) - Akram Ahmad Salman (1985) - Wathiq Naji (1985) - Jorge Vieira (1985) - Evaristo de Macedo – Coupe du monde de football 1986 (juil. 1985-juin 1987) - Eduardo "Edu" Antunes Coimbra (jan. 1986-déc. 1986) - Zé Mario (jan. 1986-déc. 1986) - Akram Ahmad Salman (1986) - Emmanuel "Ammo" Baba (1987–1988) - Jamal Salih (1988) - Emmanuel "Ammo" Baba (1988–1989) - Anwar Jassam (1989–1990) - Iouri Morozov (juil.1990-déc. 1990) - Adnan Dirjal (juil. 1992–juin 1993) - Emmanuel "Ammo" Baba (1993) - Anwar Jassam (1995–1996) - Emmanuel "Ammo" Baba (1996) | - Yahya Alwan (juil. 1996–juin 1997) - Ayoub Odisho (1997) - Emmanuel "Ammo" Baba (1997) - Akram Ahmad Salman (1998) - Najih Humoud (1999) - Adnan Hamad (juil. 2000-juin 2001) - Milan Živadinović (2000–2001) - Adnan Hamad (2001) - Rudolf Belin (2001) - Adnan Hamad (juil. 2002-juin 2003) - Bernd Stange (nov. 2002–juin 2004) - Adnan Hamad (juil. 2004-juin 2005) - Akram Ahmad Salman (juil. 2005–juin 2007) - Jorvan Vieira – Coupe d'Asie des nations de football 2007 (mai 2007-août 2007) - Adnan Hamad (juil. 2007-juin 2008) - Egil "Drillo" Olsen (sep. 2007–fév. 2008) - Jorvan Vieira (sep. 2008–fév. 2009) - Radhi Shenaishil (mars 2009-avr. 2009), (manager) - Bora Milutinović – Coupe des confédérations 2009 (avr. 2009-juin 2009) - Nadhim Shaker (2009–2010), (manager) - Wolfgang Sidka (août 2010–juil. 2011) - Zico (août 2011–nov. 2012) - Hakeem Shakir (2012–2013) - Vladimir Petrović (mars 2013-sep. 2013) - Hakeem Shakir (sep. 2013-déc. 2014) - Radhi Shenaishil (jan. 2015) - Akram Salman (fév. 2015-juil. 2015) - Yahya Alwan (août 2015-mars 2016) - Radhi Shenaishil (avr. 2016-avr. 2017) - Basim Qasim (mai 2017-août 2018) - Srecko Katanec (sep. 2018-juil. 2021) - Dick Advocaat (août 2021 - nov. 2021) - Željko Petrović (nov. 2021-fév. 2022) - Abdul-Ghani Shahad (fév. 2022-mars 2022) - Radhi Shenaishil (août 2022-nov. 2022) - Jesús Casas (nov. 2022-mars 2025) |

## Les adversaires de l'Irak de 1962 à aujourd'hui
| Pays                | J  | G  | N  | P  | Bp | Bc | Diff | Premier match                        | Dernier match                    |
| ------------------- | -- | -- | -- | -- | -- | -- | ---- | ------------------------------------ | -------------------------------- |
| Afghanistan         | 2  | 2  | 0  | 0  | 7  | 1  | 6    | 04/04/1975 (4-0) à Bagdad            | 14/04/1975 (3-1) à Bagdad        |
| Afrique du Sud      | 1  | 0  | 1  | 0  | 0  | 0  | 0    | 14/06/2009 (0-0) à Johannesbourg     |                                  |
| Algérie             | 7  | 3  | 4  | 0  | 8  | 2  | 6    | 12/01/1972 (3-1) à Bagdad            | 04/07/1978 (0-0) à Alger         |
| Allemagne de l'Est  | 5  | 1  | 3  | 1  | 4  | 8  | -4   | 08/12/1969 (1-1) à Bagdad            | 02/03/1982 (0-0) à Bagdad        |
| Arabie saoudite     | 36 | 17 | 8  | 11 | 55 | 32 | 23   | 06/04/1975 (1-1) à Bagdad            | 28/12/2024 (1-3) à Koweït        |
| Argentine           | 1  | 0  | 0  | 1  | 0  | 4  | -4   | 11/10/2018 (0-4) à Riyad             |                                  |
| Australie           | 11 | 2  | 2  | 7  | 8  | 14 | -6   | 11/03/1973 (1-3) à Sydney            | 23/03/2017 (1-1) à Téhéran       |
| Azerbaïdjan         | 1  | 1  | 0  | 0  | 1  | 0  | 1    | 15/11/2009 (1-0) à Al-Aïn            |                                  |
| Bahreïn             | 34 | 12 | 16 | 6  | 49 | 30 | 19   | 07/04/1966 (10-1) à Bagdad           | 25/12/2024 (0-2) à Koweït        |
| Belgique            | 1  | 0  | 0  | 1  | 1  | 2  | -1   | 08/06/1986 (1-2) à Toluca            |                                  |
| Birmanie            | 4  | 4  | 0  | 0  | 13 | 1  | 12   | 18/07/1977 (3-0) à Kuala Lumpur      | 22/10/2003 (3-1) à Manama        |
| Bolivie             | 1  | 0  | 1  | 0  | 0  | 0  | 0    | 20/11/2018 (0-0) à Al-Aïn            |                                  |
| Botswana            | 1  | 0  | 1  | 0  | 1  | 1  | 0    | 28/05/2012 (1-1) à Istanbul          |                                  |
| Brésil              | 1  | 0  | 0  | 1  | 0  | 6  | -6   | 11/10/2012 (0-6) à Malmö             |                                  |
| Bulgarie            | 2  | 1  | 1  | 0  | 4  | 3  | 1    | 08/02/1982 (2-1) à Bagdad            | 11/02/1982 (2-2) à Bagdad        |
| Cambodge            | 2  | 2  | 0  | 0  | 8  | 1  | 7    | 15/10/2019 (4-0) à Phnom Penh        | 07/06/2021 (4-1) à Muharraq      |
| Chili               | 1  | 0  | 0  | 1  | 0  | 6  | -6   | 14/08/2013 (0-6) à Copenhague        |                                  |
| Chine               | 19 | 10 | 2  | 7  | 23 | 21 | 2    | 05/09/1974 (1-0) à Téhéran           | 24/12/2018 (2-1) à Doha          |
| Chypre              | 1  | 0  | 0  | 1  | 1  | 2  | -1   | 13/08/2005 (1-2) à Limassol          |                                  |
| Colombie            | 1  | 0  | 0  | 1  | 0  | 1  | -1   | 16/06/2023 (0-1) à Valence           |                                  |
| Congo               | 1  | 1  | 0  | 0  | 3  | 0  | 3    | 20/08/1992 (3-0) à Irbid             |                                  |
| Corée du Nord       | 8  | 4  | 1  | 3  | 9  | 6  | 3    | 07/09/1974 (1-0) à Téhéran           | 21/08/2016 (1-1) à Seremban      |
| Corée du Sud        | 23 | 1  | 11 | 11 | 15 | 32 | -17  | 07/05/1972 (0-0) à Bangkok           | 05/06/2025 (0-2) à Bassorah      |
| Égypte              | 6  | 1  | 3  | 2  | 2  | 4  | -2   | 30/08/1965 (0-1) à Le Caire          | 17/04/2012 (0-0) à Dubaï         |
| Émirats arabes unis | 30 | 11 | 12 | 7  | 41 | 30 | 11   | 20/08/1973 (3-1) à Benghazi          | 24/03/2022 (1-0) à Riyad         |
| Équateur            | 1  | 0  | 1  | 0  | 0  | 0  | 0    | 12/11/2022 (0-0) à Madrid            |                                  |
| Espagne             | 1  | 0  | 0  | 1  | 0  | 1  | -1   | 17/06/2009 (0-1) à Bloemfontein      |                                  |
| Estonie             | 1  | 0  | 1  | 0  | 1  | 1  | 0    | 30/10/1999 (1-1) à Abou Dabi         |                                  |
| Éthiopie            | 1  | 1  | 0  | 0  | 13 | 0  | 13   | 18/08/1992 (13-0) à Irbid            |                                  |
| Finlande            | 2  | 2  | 0  | 0  | 3  | 0  | 3    | 05/02/1979 (1-0) à Bagdad            | 07/02/1979 (2-0) à Bagdad        |
| Ghana               | 2  | 1  | 1  | 0  | 6  | 2  | 4    | 22/08/1981 (4-0) à Bagdad            | 24/08/1981 (2-2) à Bagdad        |
| Guinée              | 1  | 0  | 0  | 1  | 0  | 1  | -1   | 31/10/1989 (0-1) à Koweït            |                                  |
| Hong Kong           | 2  | 2  | 0  | 0  | 3  | 0  | 3    | 10/10/2019 (2-0) à Bassorah          | 11/06/2021 (1-0) à Muharraq      |
| Inde                | 7  | 4  | 3  | 0  | 13 | 4  | 9    | 03/09/1974 (3-0) à Téhéran           | 07/09/2023 (2-2) à Chiang Mai    |
| Indonésie           | 10 | 9  | 1  | 0  | 27 | 5  | 22   | 16/03/1973 (1-1) à Sydney            | 06/06/2024 (2-0) à Jakarta       |
| Iran                | 27 | 6  | 6  | 15 | 21 | 35 | -14  | 31/05/1962 (1-1) à Téhéran           | 27/01/2022 (0-1) à Téhéran       |
| Japon               | 13 | 3  | 3  | 7  | 10 | 19 | -9   | 14/07/1978 (0-0) à Kuala Lumpur      | 19/01/2024 (2-1) à Doha          |
| Jordanie            | 46 | 25 | 12 | 9  | 69 | 44 | 25   | 16/11/1964 (3-1) à Koweït            | 10/06/2025 (1-0) à Amman         |
| Kazakhstan          | 4  | 0  | 2  | 2  | 4  | 9  | -5   | 06/06/1997 (1-2) à Bagdad            | 25/04/2001 (1-1) à Almaty        |
| Kenya               | 2  | 2  | 0  | 0  | 4  | 1  | 3    | 15/12/2003 (2-0) à Manama            | 05/10/2017 (2-1) à Bassorah      |
| Kirghizistan        | 2  | 2  | 0  | 0  | 9  | 1  | 8    | 07/08/1999 (5-1) à Douchanbé         | 27/05/2000 (4-0) à Amman         |
| Koweït              | 33 | 13 | 12 | 8  | 42 | 35 | 7    | 13/11/1964 (1-0) à Koweït            | 20/03/2025 (2-2) à Bassorah      |
| Liban               | 21 | 11 | 8  | 2  | 35 | 11 | 24   | 17/11/1964 (1-0) à Koweït            | 01/02/2022 (1-1) à Sidon         |
| Liberia             | 1  | 0  | 0  | 1  | 0  | 1  | -1   | 24/05/2013 (0-1) à Bagdad            |                                  |
| Libye               | 11 | 7  | 3  | 1  | 16 | 7  | 9    | 23/10/1957 (3-1) à Beyrouth          | 29/08/1999 (3-1) à Irbid         |
| Macao               | 2  | 2  | 0  | 0  | 13 | 0  | 13   | 12/04/2001 (8-0) à Bagdad            | 21/04/2001 (4-0) à Almaty        |
| Malaisie            | 8  | 5  | 3  | 0  | 14 | 3  | 11   | 11/09/1974 (0-0) à Téhéran           | 01/02/2013 (3-0) à Dubaï         |
| Maroc               | 8  | 2  | 5  | 1  | 9  | 6  | 3    | 19/10/1957 (3-3) à Beyrouth          | 03/07/2012 (1-2) à Djeddah       |
| Mauritanie          | 1  | 1  | 0  | 0  | 2  | 0  | 2    | 08/07/1985 (2-0) à Taif              |                                  |
| Mexique             | 2  | 0  | 0  | 2  | 0  | 5  | -5   | 11/06/1986 (0-1) à Mexico            | 09/11/2022 (0-4) à Gérone        |
| Moldavie            | 1  | 1  | 0  | 0  | 1  | 0  | 1    | 26/08/1992 (1-0) à Irbid             |                                  |
| Népal               | 4  | 4  | 0  | 0  | 22 | 5  | 17   | 24/11/1982 (3-0) à New Delhi         | 29/05/2021 (6-2) à Al-Majma'ah   |
| Nouvelle-Zélande    | 3  | 2  | 1  | 0  | 6  | 0  | 6    | 13/03/1973 (2-0) à Sydney            | 20/06/2009 (0-0) à Johannesbourg |
| Oman                | 31 | 15 | 10 | 6  | 51 | 25 | 26   | 27/03/1976 (4-0) à Doha              | 19/11/2024 (1-0) à Mascate       |
| Ouganda             | 3  | 1  | 2  | 0  | 3  | 2  | 1    | 25/01/1977 (1-1) à Kampala           | 21/01/2022 (1-0) à Bagdad        |
| Ouzbékistan         | 11 | 3  | 3  | 5  | 8  | 10 | -2   | 01/09/2000 (2-0) à Shanghai          | 29/03/2021 (1-0) à Tachkent      |
| Pakistan            | 9  | 7  | 1  | 1  | 40 | 9  | 31   | 10/03/1969 (1-2) à Téhéran           | 28/10/2007 (0-0) à Damas         |
| Palestine           | 19 | 14 | 4  | 1  | 40 | 9  | 31   | 01/09/2002 (2-0) à Damas             | 25/03/2025 (1-2) à Amman         |
| Paraguay            | 1  | 0  | 0  | 1  | 0  | 1  | -1   | 04/06/1986 (0-1) à Toluca            |                                  |
| Pérou               | 1  | 0  | 0  | 1  | 0  | 2  | -2   | 04/09/2014 (0-2) à Dubaï             |                                  |
| Philippines         | 2  | 2  | 0  | 0  | 6  | 0  | 6    | 21/03/2024 (1-0) à Bassorah          | 26/03/2024 (5-0) à Manille       |
| Pologne             | 5  | 1  | 2  | 2  | 3  | 7  | -4   | 22/07/1970 (0-2) à Szczecin          | 09/06/2009 (1-1) à Le Cap        |
| Qatar               | 38 | 15 | 10 | 13 | 44 | 41 | 3    | 02/04/1975 (1-0) à Bagdad            | 13/10/2023 (0-0) à Amman         |
| RD Congo            | 2  | 2  | 0  | 0  | 3  | 1  | 2    | 28/03/2015 (2-1) à Charjah           | 31/03/2015 (1-0) à Charjah       |
| Roumanie            | 2  | 0  | 2  | 0  | 1  | 1  | 0    | 14/03/1986 (1-1) à Bagdad            | 17/03/1986 (0-0) à Bagdad        |
| Russie              | 1  | 0  | 0  | 1  | 0  | 2  | -2   | 26/03/2023 (0-2) à Saint-Pétersbourg |                                  |
| Sierra Leone        | 1  | 1  | 0  | 0  | 1  | 0  | 1    | 23/05/2012 (1-0) à Istanbul          |                                  |
| Singapour           | 6  | 5  | 0  | 1  | 20 | 6  | 14   | 12/07/1978 (3-0) à Kuala Lumpur      | 29/02/2012 (7-1) à Doha          |
| Soudan              | 2  | 0  | 2  | 0  | 3  | 3  | 0    | 10/03/1967 (2-2) à Tripoli           | 30/06/2012 (1-1) à Djeddah       |
| Sri Lanka           | 1  | 1  | 0  | 0  | 5  | 0  | 5    | 13/12/1971 (5-0) à Bangkok           |                                  |
| Suède               | 1  | 1  | 0  | 0  | 1  | 0  | 1    | 23/02/1979 (1-0) à Bagdad            |                                  |
| Syrie               | 31 | 15 | 11 | 5  | 40 | 24 | 16   | 10/04/1966 (2-1) à Bagdad            | 26/09/2022 (1-0) à Amman         |
| Tadjikistan         | 2  | 1  | 1  | 0  | 2  | 1  | 1    | 03/08/1999 (2-1) à Douchanbé         | 24/05/2021 (0-0) à Al-Majma'ah   |
| Taipei chinois      | 4  | 4  | 0  | 0  | 17 | 3  | 14   | 09/06/2004 (6-1) à Amman             | 17/11/2015 (2-0) à Kaohsiung     |
| Thaïlande           | 18 | 10 | 6  | 2  | 47 | 20 | 27   | 11/05/1972 (1-1) à Bangkok           | 10/09/2023 (2-2) à Chiang Mai    |
| Trinité-et-Tobago   | 1  | 0  | 0  | 1  | 0  | 2  | -2   | 23/05/2004 (0-2) à West Bromwich     |                                  |
| Tunisie             | 6  | 0  | 3  | 3  | 3  | 8  | -5   | 23/08/1973 (0-2) à Tripoli           | 07/06/2019 (0-2) à Radès         |
| Turkménistan        | 2  | 2  | 0  | 0  | 6  | 2  | 4    | 01/11/1999 (3-0) à Abou Dabi         | 22/07/2004 (3-2) à Chengdu       |
| Turquie             | 1  | 0  | 1  | 0  | 0  | 0  | 0    | 08/02/1976 (0-0) à Bagdad            |                                  |
| Viêt Nam            | 7  | 6  | 1  | 0  | 14 | 6  | 8    | 21/07/2007 (2-0) à Bangkok           | 11/06/2024 (3-1) à Bassorah      |
| Yémen               | 15 | 12 | 3  | 0  | 36 | 7  | 29   | 26/05/1993 (6-1) à Amman             | 22/12/2024 (1-0) à Koweït        |
| Yémen du Sud        | 3  | 3  | 0  | 0  | 13 | 2  | 11   | 04/09/1965 (6-0) à Le Caire          | 03/11/1989 (6-2) à Koweït        |
| Zambie              | 1  | 1  | 0  | 0  | 3  | 1  | 2    | 18/03/2022 (3-1) à Bagdad            |                                  |